# Közösség
Közösségről több értelemben beszélhetünk, így biológiai értelemben az élőlények csoportjáról, társadalmi értelemben emberi közösségről, politikai értelemben pedig államközösségről.
Az emberi közösség az embereknek a családnál nagyobb, együtt élő, illetve szoros társas kapcsolatokat fenntartó csoportja. A közösségre jellemző, hogy tagjai a magánéletüket önként megosztják egymással, segítik egymást, pénzüket és szabadidejüket a közösség javára fordítják. Általában nem nevezzük közösségnek az egyesületeket, társadalmi szervezeteket és politikai vagy társadalmi mozgalmakat, amelyek ugyan szintén sok önkéntes munkát igényelnek, de tagjaik elsősorban csak egy-egy konkrét tevékenységre, feladatra szövetkeznek. Ugyancsak nem hívjuk közösségnek azokat az egyházakat és politikai pártokat sem, amelyek a hivatásszerű, fizetett munkára épülnek.
A közösség kifejezést sokszor egyszerűen a szoros egység értelmében használjuk, például vagyonközösség, életközösség, nemzeti közösség.

## Emberi közösségek

### Lakóhelyi közösség
Elsősorban a kisebb településekre jellemző, hogy lakóik szoros közösséget alkotva élik az életüket, de a nagyobb településeken, sőt elméletileg a városokban is kialakulhat igazi közösségi élet egy-egy szűkebb lakóterület vagy egy nagy ház lakói között, ha az ott lakók ezt igénylik, illetve ha szeretik és jól megértik egymást. Előfordulhat, hogy egy nagyobb embercsoport eleve azzal a szándékkal települ le egy adott helyen, hogy szoros közösségben éljen. Ha ezt az anyagi javaik teljes megosztásával teszik, akkor kommunáról vagy kommunisztikus közösségről beszélünk (hippiközösségek, kibucok stb.)

### Etnikai közösség
Az etnikai közösség egy etnikumhoz vagy nemzetiséghez való tartozás alapján szerveződik. Jellemző például akkor, amikor egy népcsoport tagjai idegen, esetleg ellenséges többségi nép között élnek. Ilyenkor a közösségi élet és összefogás a nemzeti identitás megőrzésének is alapvető feltétele lehet (például emigráns közösségek). Az etnikai közösség gyakran a rokoni, nagycsaládi kapcsolatokra épül. Ilyenek például a természeti népek vagy a nomád népek törzsi közösségei vagy a hagyományos roma közösségek.

### Vallási közösség
A vallási közösségeken belül megkülönböztetünk szerzetesközösségeket és világi vagy laikus közösségeket. Az előbbiek tagjai a közösség keretében élik mindennapi életüket, míg az utóbbiak tagjai elsősorban a szabadidejüket töltik egymással. A szerzetesek közösségeiről bővebben lásd a szerzetesrend szócikket!